# Mimosybra uniformis
Mimosybra uniformis es una especie de escarabajo del género Mimosybra, familia Cerambycidae. Fue descrita científicamente por Breuning en 1940.
Se distribuye por Australia. Posee una longitud corporal de 12 milímetros.